# Eresus moravicus
Eresus moravicus – gatunek pająków z rodziny poskoczowatych. Zamieszkuje środkową i południowo-wschodnią część Europy.

## Taksonomia
Gatunek ten opisany został po raz pierwszy w 2008 roku przez Milana Řezáča na łamach „Zoologica Scripta”, w rewizji środkowoeuropejskich poskoczy współautorstwa Stano Pekára i Jesa Johannesena. Jako lokalizację typową wskazano rezerwat Květnice w Tišnovie na terenie kraju południowomorawskiego w Czechach. Epitet gatunkowy pochodzi od Moraw. Wcześniej okazy E. moravicus nie były odróżniane od poskocza krasnego i opisywano je pod nazwami E. cinnaberinus lub E. niger. Na konieczność wyodrębnienia E. moravicus wskazały dane genetyczne i morfologiczne.

## Morfologia

### Samiec
Samiec osiąga od 3,5 do 5,6 mm długości prosomy. Karapaks ma część głowową rdzawoczarną z rozproszonymi białymi szczecinkami, a część tułowiową rdzawą ze szczecinkami czerwonymi przy brzegach lub na całej powierzchni. Część głowowa jest znacznie szersza od tułowiowej, silnie wyniesiona, o wydętym rejonie między oczami tylnych par. Szczękoczułki są czarne, na przedzie porośnięte szczecinkami czarnymi i rozproszonymi wśród nich białymi. Odnóża pary pierwszej i drugiej są brązowe, porośnięte czarnymi szczecinkami, z obrączkami białych szczecinek na odsiebnych końcach ud, rzepek, goleni i nadstopi, a często też dosiebnych końcach rzepek, nadstopi i stóp, ponadto z czerwonymi włoskami na udach i rzepkach drugiej pary. Odnóża pary trzeciej i czwartej są pomarańczowe, porośnięte prawie w całości włoskami czerwonymi, tylko na stopach i częściowo nadstopiach z włoskami czarnymi.
Opistosoma (odwłok) jest z wierzchu jaskrawo czerwona z rozproszonymi szczecinkami białymi oraz z dwiema, a rzadziej trzema parami czarnych, zwykle białymi włoskami obwiedzionych kropek. Od spodu jest czarna z czerwonymi włoskami ograniczonymi do wieczek płuc książkowych.
Nogogłaszczki samca cechują się mniej więcej tak szerokim jak długim w widoku bocznym konduktorem o pomarszczonej powierzchni i dość wąskiej w widoku brzusznym części nasadowej. Odznacza się on silnie zbudowanym, nieco wyższym od lamelli, wyraźnie ku dużej i okrągłej bruździe zakrzywionym zębem terminalnym.

### Samica
Samica osiąga od 5,9 do 9,9 mm długości prosomy. Karapaks ma część głowową rdzawą, na przedzie, zwłaszcza wokół oczu par środkowych, zwarto porośniętą pomarańczowymi włoskami. Szczękoczułki są rdzawe, w nasadowej ⅓ powierzchni przednich również gęsto porośnięte pomarańczowymi włoskami. Odnóża są brązowoczarne; pary od pierwszej do trzeciej mają na spodach ud, rzepek, goleni i nadstopi krótkie, rdzawe szczecinki, w odsiebnych częściach członów zebrane w grupki, a w częściach pozostałych rozproszone. Opistosoma (odwłok) jest fioletowawoczarna, obrośnięta długimi, czarnymi szczecinkami, a w części przedniej zwykle ponadto rozproszonymi wśród nich krótkimi szczecinkami białymi.
Płytka płciowa ma przód podzielony słabo zaznaczoną listewką podłużną, a przednie odcinki szczelin słabo ku środkowi zakrzywione. Wulwa ma dobrze zesklerotyzowane, eliptyczne przewody kopulacyjne w przedniej części oraz sięgające na boki dalej od nich, zbudowane z wyraźnie wyodrębnionych płatów spermateki.

## Ekologia i występowanie
Gatunek palearktyczny, europejski, znany z Czech, Słowacji, Ukrainy, Austrii, Rumunii, Bułgarii, Albanii i Grecji.
Pająk ten zamieszkuje ciepłe stanowiska o skąpej roślinności, głównie siedliska o charakterze stepowym i podłożu skalistym lub kamienistym, rzadziej o podłożu piaszczystym. W Czechach znajdywany jest na kontynentalnych murawach kserotermicznych z syntaksonów Festucion valesiacae i Festucion pallentis, a rzadziej na odznaczających się udziałem ostnicy piaskowej łąkach psammofilnych ze związku Plantagini-Festucion ovinae. Wykopuje norki wyściełane rurkowatym oprzędem, który u wylotu zagina się i rozpościera w płachtowatą sieć łowną.
Przynajmniej na północy zasięgu zarówno samce, jak i samice osiągają dojrzałość w kwietniu i przeżywają do czerwca. Kokony wytwarzane są przez samice w czerwcu. 